# Ч (паровоз)

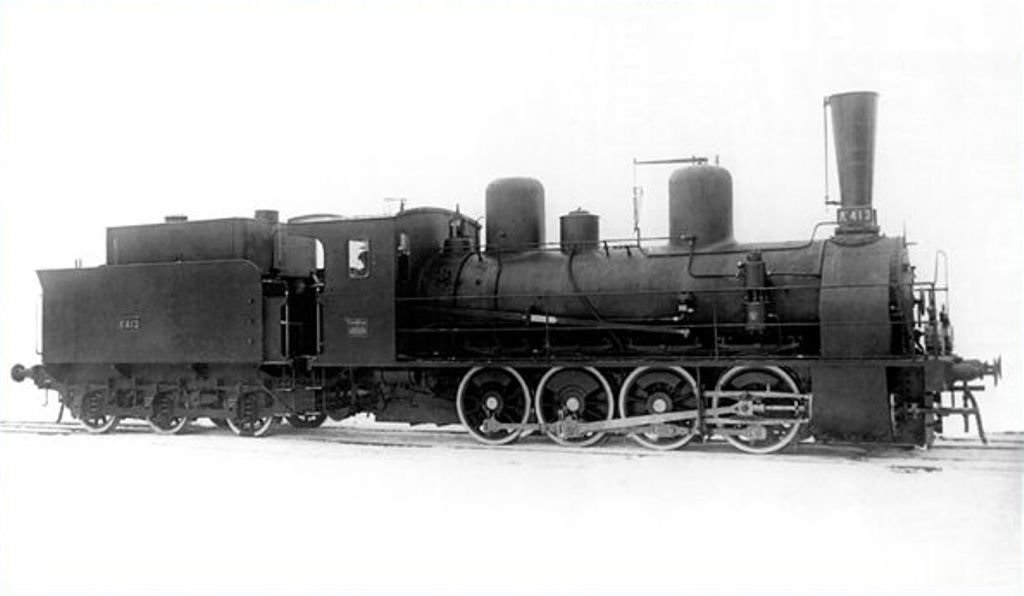
Компаунд-паровоз Ч^{н}

Ч (чотирипарка (з чотирма рушійними колісними парами), чотириосний) — позначення групи російських вантажних паровозів типу 0-4-0. Згідно з Циркуляром Управління залізниць Міністерства шляхів сполучення від 16 квітня 1912 року, позначення серії Ч отримували паровози типу 0-4-0, побудовані до паровозів «нормального типу».
До цієї групи входили такі паровози:
- Ч к (конструкції Коломенського заводу) — будувалися з 1883 по 1891 рік, всього випущено 499 локомотивів
- Ч м (Мальцевського заводу) — будувалися з 1881 по 1883 рік, всього випущено 40 локомотивів
- Ч н (Невського заводу) — будувалися з 1880 по 1891 рік, всього випущено 368 локомотивів
- Ч Б (на честь Бородіна) — будувалися з 1892 по 1897 рік, всього випущено 60 локомотивів
- Ч н (конструкції Нольтейну) — будувалися з 1893 по 1902 рік, всього випущено 363 локомотиви

Паровози для Варшаво-Віденської залізниці (ширина колії 1435 мм) типу 0-4-0 також отримували позначення серії Ч, хоча значно відрізнялися від паровозів російської колії (1524 мм):
- Чв
г(заводу Ганомаг) — будувалися з 1895 по 1899 рік, всього випущено 41 локомотив.
- Чв
х(Харківського заводу) — будувалися з 1905 по 1909 рік, всього випущено 36 локомотивів
- Чвп
к(з перегрівом пари, Коломенського заводу) — будувалися з 1909 по 1911 рік, всього випущено 12 локомотивів
- Чвп
х(з перегрівом пари, Харківського заводу) — всього випущено 5 локомотивів
- Чвп
с (з перегріванням пари, Сормівського заводу) — 1914 року було випущено 27 локомотивів, 1923 року перейменовано на Ѵ с.